# Atrio destro
L'atrio destro, che ha una forma irregolare, è collocato in posizione anteriore, inferiore e a destra rispetto all'atrio sinistro. Occupa la parte superiore della faccia sternocostale del cuore, comprende il margine destro (acuto) e la porzione destra della base del cuore, cioè quella delimitata inferiormente dal solco atrioventricolare. Il lieve solco che divide le due vene cave dall'auricola destra è il solco terminale. Vengono distinte nel cuore in situ sei pareti, così orientate: posteriore o del seno, anteriore o dell'anello, mediale o del setto, laterale, superiore e inferiore.
La muscolatura di entrambi gli atri è formata dai cosiddetti muscoli pettinati che nascono dalla cresta terminale e dirigendosi perpendicolarmente ad essa, nella parte laterale e superiore dell'atrio, formano una rete che sia in avanti che in basso va gradatamente scomparendo. La cresta terminale si ritrova nella parete posteriore, dove separa il seno delle vene cave dalla parte atriale propriamente detta. L'intervallo compreso fra lo sbocco delle due vene cave presenta il tubercolo del Lower.
L'atrio destro raccoglie lo sbocco delle due vene cave e del seno coronario. La vena cava superiore sbocca, priva di valvole, nella parte posteriore della parete superiore dell'atrio (detta anche, volta dell'atrio). La vena cava inferiore sbocca nella parete inferiore con una valvola detta valvola di Eustachio: tale formazione nei cuori adulti presenta dimensioni variabili, ma in genere è di piccole dimensioni; ha una forma semilunare, che posteriormente si continua con la cresta terminale e anteriormente raggiunge l'anello del Vieussens.
Lo sbocco del seno coronarico è a sua volta dotato di una valvola, detta valvola di Tebesio che chiude l'orifizio quando l'atrio si contrae così che il sangue non ritorna all'interno del seno; attraverso di essa giunge all'atrio il sangue venoso refluo dalla circolazione coronarica. La parte superiore della valvola di Tebesio si unisce alla valvola di Eustachio dando origine al tendine di Todaro.
La porzione posteriore risulta formata dal seno delle vene cave, e tra il seno delle vene cave e la porzione anteriore dell'atrio, esternamente, vi è una masserella di tessuto miocardico specifico o di conduzione denominato il nodo senoatriale (NSA).
Nelle pareti dell'atrio destro si osservano numerosi minuscoli orifizi che rappresentano lo sbocco delle vene minime del cuore ("foraminula di Tebesio") e, talvolta, delle vene cardiache anteriori.
La superficie interna dell'atrio destro mostra numerosi piccoli rilievi che costituiscono i muscoli pettinati, che si infittiscono e si inspessiscono in corrispondenza delle auricole: l'auricola destra e l'auricola sinistra.
La parete settale dell'atrio destro presenta una depressione chiamata fossa ovale. In basso e in avanti la parete inferiore dell'atrio è occupata dall'ampio orifizio dell'ostio venoso atrio-ventricolare destro, dotato di una valvola detta valvola tricuspide.